# Schwechat
Schwechat er en by i det nordøstlige Østrig, med et indbyggertal (pr. 2013) på cirka 16.805. Byen ligger i delstaten Niederösterreich, lige syd for landets hovedstad Wien.
Wiens internationale lufthavn, Flughafen Wien-Schwechat, er beliggende i Schwechat.